# Златни момичета
„Златни момичета“ са състезателките по художествена гимнастика, които представят България в периода от 1967 до 1999 г.
Първото поколение включва Мария Гигова - трикратна световна шампионка (Варна 1969 г., Хавана 1971 г. и Ротердам 1973 г., Нешка Робева - световна вицешампионка от Варна 1969 г., Румяна Стефанова, Красимира Филипова, както и момичетата от ансамбъла - двукратни световни шампионки от Варна 1969 г. и Хавана 1971 г.
Второто поколение е подготвено от Нешка Робева - вече като старши треньорка на националния отбор.
Момичетата от това поколение печелят 14 шампионски титли от световни първенства в индивидуалните представяния и ансамблите; 14 шампионски титли от европейски първенства; 5 от световни и европейски купи и 2 вицешампионски титли от Олимпийски игри.
Най-изявените гимнастички сред „златните момичета“ са Адриана Дунавска, Анелия Раленкова, Бианка Панова, Диляна Георгиева, Елизабет Колева, Илиана Раева, Лили Игнатова, Мария Петрова, Юлия Байчева.
Сред най-големите успехи на „златните момичета“ са:
- 1980 – Европейско първенство в Амстердам – Илиана Раева е първа, а Лили Игнатова е втора.
- 1981 – Световно първенство в Мюнхен – Анелия Раленкова златен медал в многобоя, второ място разделят Илиана Раева и Лили Игнатова
- 1982 – Европейско първенство в Ставангер – Анелия Раленкова взима злато.
- 1983 – Световното първенство в Страсбург – Диляна Георгиева става шампионка в многобоя, с асистентки Анелия Раленкова и Лили Игнатова, златен медал за ансамбъла
- 1984 – Европейско първенство във Виена – Анелия Раленкова дублира успеха си и отново е първа.
- 1985 – Световно първенство във Валядолид – Диляна Георгиева е световна шампионка в многобоя, Лили Игнатова е втора, а трета е Бианка Панова, златен медал за ансамбъла
- 1986 – Европейско първенство във Флоренция – Лили Игнатова и Бианка Панова стават европейски шампионки.
- 1987 – Световно първенство във Варна – Бианка Панова печели всичките златни медали и всичките ѝ оценки са кръгло 10. Подгласнички са ѝ Адриана Дунавска и Елизабет Колева. Ансамбълът печели златен медал.
- 1988 – Европейско първенство в Хелзинки – шампионки в многобоя, с равен брой точки, стават Елизабет Колева и Адриана Дунавска.
- 1989 – Световно първенство в Сараево – ансамбълът печели златен медал в многобоя
- 1990 – Европейско първенство в Гьотеборг – златен медал за Юлия Байчева.
- 1992 – Европейско първенство в Щутгарт – златен медал за Мария Петрова.
- 1993 – Световно първенство в Аликанте – златен медал за Мария Петрова.
- 1994 – Европейско първенство в Солун – златен медал за Мария Петрова.
- 1994 – Световно първенство в Париж – златен медал за Мария Петрова.
- 1995 – Европейско първенство във Виена – златен медал за Мария Петрова. [2]
- 2014 – Световно първенство в Измир – златен медал за ансамбъла
- 2021 – Олимпийските игри в Токио – златен медал за ансамбъла
- 2022 – Световно първенство в София – златен медал за ансамбъла, Стилияна Николова печели бронзов медал
- 2023 – Европейско първенство в Баку –златен медал за Боряна Калейн, златен медал за ансамбъла, а Стилияна Николова печели бронзов медал
- 2024 – Европейско първенство в Будапеща – златен медал за Стилияна Николова и златен медал за ансамбъла
- 2024 – Олимпийските игри в Париж – сребърен медал за Боряна Калейн

Сред „златните момичета“ днес има и треньорки по художествена гимнастика: Елизабет Колева, Валентина Кевлиян, Камелия Дунавска и др.
Най-изявените златни момичета на новото поколение са олимпийските шампионки Симона Дянкова, Лаура Траатс, Мадлен Радуканова, Стефани Кирякова и Ерика Зафирова. Както и абсолютните световни и двукратни абсолютни европейски шампионки Камелия Петрова, София Иванова, Рейчъл Стоянов, Маргарита Василева, Магдалина Миневска, Женина Трашлиева и Радина Томова. Абсолютните световни и европейски шампионки Михаела Маевска, Ренета Камберова, Християна Тодорова, Цветелина Найденова и Цветелина Стоянова. От индивидуалните състезателки – сребърната олимпийска медалистка и европейска шампионка Боряна Калейн и абсолютната европейска шампионка Стилияна Николова.